# Zapus trinotatus
Zapus trinotatus är en däggdjursart som beskrevs av Samuel N. Rhoads 1895. Zapus trinotatus ingår i släktet Zapus och familjen hoppmöss. IUCN kategoriserar arten globalt som livskraftig. En population på en halvö norr om San Francisco listas ibland som underart, Z. t. orarius.
Artepitet i det vetenskapliga namnet är sammansatt av de latinska orden tres (tre) och notatus (märken).

## Utseende
Arten når en längd av 21,5 till 25,8 cm, inklusive en 12 till 16,2 cm lång svans. Vikten är 17 till 36 g och bakfötterna blir 29 till 35 mm långa. På ryggens topp förekommer en bred strimma med mörkbrun till kanelbrun päls. På kroppssidorna bildas pälsen däremot av orangegula till gula hår. Undersidan är huvudsakligen vit men den kan ha några ljusbruna ställen eller en ljusbrun skugga. De rosa extremiteterna täcks inte helt av de fina vita håren. Även svansen är uppdelad i en mörk ovansida och en ljus undersida. Liksom hos andra arter av samma släkte har de övre framtänderna orange tandemalj och rännor på framsidan. Tandformeln är I 1/1 C 0/0 P 1/0 M 3/3, alltså 18 tänder. Zapus trinotatus byter varje sommar päls.

## Utbredning och habitat
Denna gnagare förekommer i västra Kanada och västra USA mellan Kaskadbergen och Stilla havet. Utbredningsområdet sträcker sig ungefär från Vancouver till San Francisco. Arten vistas i olika habitat som lövskogar, marskland, träskmarker och bergsängar.

## Ekologi
Individerna är aktiva på natten och de äter främst frön samt frukter, ryggradslösa djur och småfiskar. Zapus trinotatus bygger komplexa underjordiska bon. Boets djupaste delar ligger cirka 80 cm under markytan.
Denna hoppmus äter mycket under sensommaren för att skapa fettreserver. Den vistas från oktober bara i boet och den kan tidvis falla i ett stelt tillstånd (torpor) innan den egentliga vinterdvalan börjar. Under varma är kan individer iakttas utanför boet fram till slutet av november. I början av mars eller senare under våren kommer Zapus trinotatus åter fram.
Arten jagas främst av ugglor samt av skunkar, vesslor, rävar, rödlo, tamkatt och ormar.
Parningen sker under våren eller under tidiga sommaren. Dräktigheten varar 18 till 23 dagar och sedan föds 4 till 8 blinda, döva och nakna ungar. För ungarna bygger honan ett nästa av torrt gräs och andra växtdelar som göms i den täta växtligheten. Vissa bon kan ligga i träd 1,4 meter över marken. Ungarna diar sin mor cirka en månad och de blir könsmogna under sensommaren eller hösten. Däremot sker ingen parning före vintern.
Zapus trinotatus kan hoppa 0,9 till 1,8 meter lång när den känner sig hotad.